# Rudolf Kraemer (Blindenaktivist)
Rudolf Wilhelm Kraemer (* 6. Dezember 1885 in Heilbronn; † 30. Juli 1945) war ein deutscher Jurist, Blindenaktivist und der Gründer des Württembergischen Blindenvereins.

## Leben
Rudolf Kraemer war das sechste von sieben Kindern des Zeitungsverlegers Viktor Kraemer und seiner Ehefrau Lina, geb. Frank. Er wuchs in seinem Elternhaus in der Bismarckstraße 22 in Heilbronn auf, obwohl schon wenige Wochen nach seiner Geburt festgestellt wurde, dass er an Grauem Star litt und stark sehbehindert war. Erwartungsgemäß erblindete er in späteren Jahren vollständig.
Seine Familie beschloss aber, das Kind im Gegensatz zu den Gepflogenheiten der Zeit nicht in eine Anstalt zu geben und ihm eine normale Schulbildung zu ermöglichen. Viktor Kraemer ließ für den Jungen eine Fibel mit besonders großen Buchstaben drucken, so dass er immerhin die Buchstabenschrift kennen lernte; ein flüssiges Lesen konnte auf diese Weise aber nicht erreicht werden, weil Rudolf Kraemers Gesichtsfeld so klein war, dass er immer nur einen einzelnen Buchstaben erkennen konnte. Deshalb ließ man den Hauslehrer, der Rudolfs Geschwister ohnehin bei der Erledigung ihrer Hausaufgaben betreuen musste, in der Stuttgarter Blindenanstalt ausbilden, so dass er einen Teil des Unterrichts für das Kind übernehmen konnte. Rudolf Kraemer besuchte außerdem als außerordentlicher Schüler die Gymnasial-Vorschule und später auch einige Gymnasialklassen, ehe man sich entschließen musste, ihn etwa ab dem Alter von 15 Jahren nur noch zu Hause unterrichten zu lassen.
Als Rudolf Kraemer 17 Jahre alt war, ging er für zwei Jahre an das Blindenpensionat in Hamburg-Bergedorf; anschließend versuchte er während eines halbjährigen Aufenthalts in einer Sprachheilanstalt sein Stottern unter Kontrolle zu bringen. Diese Bemühungen setzte er in zwei Nachkuren in den Jahren 1906 und 1907 fort und erreichte es immerhin, im privaten Kreis einigermaßen flüssig sprechen zu können. Ab 1905 war er wieder Schüler des Karlsgymnasiums in seiner Heimatstadt; beim Abitur 1908 schnitt er als viertbester von 22 Kandidaten ab. Im darauffolgenden Wintersemester begann er ein Studium der Nationalökonomie in Freiburg im Breisgau. Er wechselte jedoch schon nach einem Semester zur Jurisprudenz und studierte in Tübingen weiter, mittlerweile von der Vorstellung motiviert, „der Anwalt der deutschen Blinden“ zu werden und dafür zu sorgen, dass der Staat einen Ausgleich für die Nachteile, die den Betroffenen durch Blindheit entstanden, schuf. 1909 gründete er den Württembergischen Blindenverein, dessen erster Vorsitzender er wurde. Der Reichsdeutsche Blindenverband (RBV) wurde 1912 gegründet; auch hier gehörte Kraemer zu den Initiatoren und wurde stellvertretender Vorsitzender. Die 1913 von Kraemer gegründete Heilbronner Blindengenossenschaft war die erste Organisation dieser Art in Deutschland, die auf Selbsthilfe der Blinden durch Vermarktung ihrer Produkte setzte. Bürsten- und Korbmacherei sowie Stuhlflechterei waren die Gebiete, auf denen sich die ersten Beteiligten betätigten. Die kaufmännische Leitung übernahm 1915 Karl Anspach, unter dem die Genossenschaft sehr erfolgreich wurde.
Beeinträchtigt durch nervöse Schlaflosigkeit und ein schweres Gelenkleiden, musste Kraemer 1911 sein Studium für mehrere Jahre unterbrechen. Salzlose Pflanzenkost und regelmäßiges Fasten besserten schließlich seinen Zustand wieder so weit, dass er auf den Rollstuhl verzichten und 1918 sein Studium in Heidelberg wieder aufnehmen konnte. 1924 wurde er sowohl zum Dr. jur. als auch zum Dr. phil. promoviert.
Ab 1929 war Kraemer Rechtsberater und Justitiar des Reichsdeutschen Blindenverbandes und leistete als Obmann des Rentenausschusses und der Satzungskommission dieses Verbandes außerdem viel ehrenamtliche Arbeit. Er forderte eine Blindenrente und publizierte zu diesem Thema ab 1926 mehrere Schriften. Sein Entwurf fand auf dem Blindenwohlfahrtskongress 1930 großen Zuspruch, selbst von der NSDAP. Dennoch wurde nach der Machtergreifung die Blindenrente kategorisch abgelehnt. Kraemer bezog unter anderem in der Schrift Kritik der Eugenik vom Standort des Betroffenen 1933 offen  gegen die von den Nationalsozialisten propagierte Vorstellung vom Sinn der sogenannten Rassenhygiene und der Zwangssterilisation oder gar der Euthanasie Stellung. 1934 wurde ihm deshalb seine Tätigkeit als Rechtsberater des RBV untersagt.
Er konzentrierte daraufhin seine Kräfte auf den Abschluss seines Deutschen Blindenrechts, das 1935 vollendet war, dessen Drucklegung aber das Reichsarbeitsministerium verhinderte. In Auszügen erschien es immerhin in der Zeitschriftenreihe der Marburger Blindenstudienanstalt.
Kraemer, der mit seiner einstigen Vorleserin Helene Bauer verheiratet war und sich 1927/28 in Heidelberg das Haus Sonnfried gebaut hatte, bot dort ab 1935 Sprachheilkurse für Stotterer an. Ab 1940 arbeitete er außerdem als Geschäftsführer der Konzertgemeinschaft blinder Künstler Südwestdeutschland. Mit Fortschreiten des Krieges und nachlassender Gesundheit Kraemers kam diese Tätigkeit aber nach und nach zum Erliegen. Im ersten Nachkriegssommer starb er am plötzlichen Herztod.

## Nachwirkung
In Westdeutschland geriet Rudolf Kraemer zunächst weitgehend in Vergessenheit, zumal er in der DDR als Antifaschist und linker Intellektueller gefeiert wurde. 1968 wurde ein Blindenerholungsheim in Bad Liebenzell nach ihm benannt, und anlässlich seines 100. Geburtstags wurde in Heilbronn eine Straße nach Rudolf und Viktor Kraemer benannt. Für seinen Grabstein wählte er die Aufschrift: „Rudolf Kraemer lädt dich ein, fröhlichen Herzens und gütigen Sinnes seiner zu gedenken. Ehre und Dank aber gebühren Gott.“ Eine Biographie Kraemers veröffentlichte Christhard Schrenk in Band II der Heilbronner Köpfe.